# Paramythiidae
A Paramythiidae a madarak osztályának verébalakúak (Passeriformes) rendjébe tartozó család. Kettő nem és két faj tartozik a családba.

## Rendszerezés
A családba az alábbi nemek és fajok tartoznak.
- Oreocharis, 1 faj.
  - álcinege (Oreocharis arfaki)

- Paramythia, 2 faj.
  - bóbitás bogyókapó (Paramythia montium)
  - nyugati bogyókapó (Paramythia olivacea)